# Der Rebell von Samara
Der Rebell von Samara ist ein italienisch-jugoslawisches Kostümfilmdrama von Wilhelm Dieterle mit John Forsythe und Rosanna Schiaffino in den Hauptrollen. Die Geschichte basiert auf dem Roman “Dubrowski” von Alexander Puschkin.

## Handlung
Russland im Jahre 1831: Zwei Familien, die Dubrowskys und die Petrowitschs, stehen in inniger Feindschaft zueinander, seitdem der Neureiche Kirila Petrowitsch einst den alten Dubrowsky um große Teile seines Besitzes gebracht hat. Dubrowskys Sohn Wladimir, genannt Wladja, will sich diesem Betrug nicht unterwerfen und kämpft mit allen Mitteln um sein Recht, zumal er Petrowitsch vorwirft, am Tod seines Vaters mitschuldig zu sein. Schließlich setzt er sich an die Spitze anderer Betrogener, vor allem Bauern, die gleichfalls geschädigt wurden, und allgemein Entrechteter.
Der junge Dubrowsky muss erkennen, wie sehr das Volk hungert und unter der Knechtschaft der Leibeigenschaft leidet und schwingt sich zum Rächer der Besitzlosen auf, indem er es, ganz in der Tradition eines Robin Hood, den Reichen nimmt und den Armen gibt. Im Kampf gegen Petrowitschs Schreckensherrschaft des Geldes kommt Wladja eines Tages die Liebe dazwischen, denn die schöne Mascha ist ausgerechnet die Tochter seines ärgsten Widersachers, des Großgrundbesitzers Kirila.

## Produktionsnotizen
Der Rebell von Samara entstand vom 15. September bis zum Dezember 1958 im Filmstudio Cinecittà mit Außenaufnahmen aus Belgrad. Die Uraufführung erfolgte im Februar 1959 in Rom.  Die jugoslawische Erstaufführung war am 4. August 1959 bei den Internationalen Filmfestspielen in Pula, die deutsche Premiere fand am 29. April 1960 per Massenstart statt.
Die Filmbauten entwarf Luigi Scaccianoce. Für Regisseur Dieterle bedeutete dieser Film nicht nur die Heimkehr nach Europa, sondern auch, nach drei Jahrzehnten Tätigkeit hinter der Kamera, erstmals wieder einen Auftritt als Filmschauspieler. Er spielte den diebischen Großgrundbesitzer Kirila Petrowitsch.
Als VHS-Kassette wurde der Film unter dem neuen Titel Der Wolga-Rebell vertrieben.

## Kritiken
Im Lexikon des Internationalen Films heißt es: „Von dem aus Hollywood zurückgekehrten W. Dieterle recht anspruchslos als harmloser Kostümfilm-Bilderbogen inszeniert.“